# アゼルバイジャンの映画
アゼルバイジャンにおける映画史は1898年まで遡ることができ、映画史のかなり早い段階で映画に触れた国と言える。1895年にフランスのリュミエール兄弟がシネマトグラフを発明し、12月28日にパリで動画を上映した。シネマトグラフはすぐにバクーでも上映された。当時、カスピ海沿いにあるこの都市では世界の石油生産量の50%以上を生産しており、現在と同じように、多くの外国人労働者や投資家達が集まる都市であった。
Alexander Mishonというフランス人は、バクーに拠点を置いた初期の実業家の一人である。プロの写真家であった彼は、25年以上バクーに住み、写真スタジオを経営していた。彼はまた写真サークルを設立して活動した。1879年から1905年まで彼はアゼルバイジャンの風景、石油抽出や精製の過程、噴出油井や油田での火災の様子を残している。1898年にはバクーでの日常生活を撮影しはじめた。彼の映像は今でもアゼルバイジャンの撮影監督組合のアーカイブに残っている。彼の撮った『コーカサスでのフォークダンス』（The Folk Dance of Caucasus）は後にドキュメンタリー映画で使われた。また、バクー郊外で起きた油田火災の様子（The Oil Gush Fire in Bibiheybat）の一部は1995年、パリで開かれた映画誕生100年記念の催しで上映された。
1915年、ベルギーのPirone兄弟がバクーに映画制作のラボを開いた。彼らはサンクトペテルブルクから映画監督のBoris Svetlovを招き、多くの作品を制作した。その中の『In the Realm of Oil and Millions』では著名なアゼルバイジャン人俳優Huseyn Arablinski が主人公を演じ、高い評価を得た。
アゼルバイジャンがアゼルバイジャン民主共和国であった1919年、5月28日の独立記念日の様子を収めたドキュメンタリー映画が製作され、バクーで上映された。
しかし翌年の1920年にはアゼルッバイジャンがロシア・ソビエト連邦社会主義共和国の一部となった。その際、アゼルバイジャンの政治家Nariman Narimanovはアゼルバイジャン映画の国営化を定めた。政府は芸術部門を担当する省庁を設立し、映画部門はHanafi Teregulov と、著名な作曲家でありオペラ歌手でもあったMuslim Magomayevが率いることとなった。1922年、アゼルバイジャン政府は最初の映画制作所の設立を決定し、これが後に映画スタジオAzerbaijanfilm となった。
1923年にはAzerbaijan Photo Film Institution (APFI) が設立された。この機関はすべての映画館や映画配給を監督するものであった。これにより、ソ連のイデオロギーに支配されるという、アゼルバイジャン映画にとって新しい時代のはじまりとなった。
1991年にアゼルバイジャンはソ連から独立し、バクーでは国際映画祭が開かれた。1990年から1991年には10本の長編映画と、40本のドキュメンタリー映画が製作されている。2000年12月、には当時の大統領であったヘイダル・アリエフが、8月2日を映画製作者たちの日と定めた。 
近年、アゼルバイジャンの映画は徐々に国際映画祭等でも評価を得てきているが、日本公開作品はほとんどない状況である。

## 関連事項
- ソビエト連邦の映画

## 参照
1. ↑  Celebrating 100 Years in Film, not 80 by Aydin Kazimzade. Azerbaijan International, Autumn 1997
2. ↑  http://www.afc.az/eng/az_films/tarix.shtml
3. ↑   （ロシア語） Azerbaijan Cinematographers Union Archived 2007年9月27日, at the Wayback Machine. Confederation of Cinematographers Unions